# 全日本製造業コマ大戦協会
NPO法人全日本製造業コマ大戦協会 （略称：コマ大戦協会）は、製造業を中心とした、NPO法人（特定非営利活動法人）である。
2012年2月に第1回目となる、全日本製造業コマ大戦が開催された。事務所は愛知県北名古屋市

## 概要
全国の中小製造業が自社の誇りを賭けて作成したコマを持ち寄り、一対一で戦うコマ大戦が行われた。
コマ大戦にて使用されるケンカゴマは直径20mm以下、一円玉より小さいコマで、その小さなコマを製造業が設計し、切削機や旋盤などのプロの機械を用いて自社の持てる技術を全て注ぎ込み作成したものである。
2012年2月2日に、パシフィコ横浜「テクニカルショウヨコハマ2012」にて、第一回全国大会G1が開催された。第一回全国大会G1の優勝者、株式会社由紀精密。
2013年2月7日に、パシフィコ横浜「テクニカルショウヨコハマ2013」にて、第二回全国大会G1が開催された。第二回全国大会G1の優勝者は、有限会社シオン。
2015年2月15日に、「世界コマ大戦2015」が横浜大さん橋ホールで開催され、7カ国29チームが参加し、優勝は審議隊トミー＆マツ（日本）、準優勝はサントソテクニンド（インドネシア）となった。
2017年4月1日に第三回全国大会G1 Japan Cup 2017がクイーンズスクエア横浜 クイーンズサークルにて開催され、優勝は審議隊トミー＆マツ。
発足当時、心技隊という団体が運営していたが、2015年よりNPO法人全日本製造業コマ大戦協会が運営している。

## 目的
- 日本製造業に活気を与え、経済的成長を目指す
- 製造業者達のモチベーション向上
- 学生及び子供達の製造業への就職
- 参加者の情報発信力の増強
- 日本国内及び世界への技術アピール
- BtoCの販路確立
- 市場の創造と拡大

## 沿革
- 2012年 2月 G1 第1回 全国大会（パシフィコ横浜・神奈川）
- 2012年 8月 G2 北海道東北予選 仙台場所（KKR ホテル仙台・宮城）
- 2012年 9月 G2 関東予選 八王子場所（東京工科大学・東京）
- 2012年10月 G2 九州沖縄予選 博多場所（マリンメッセ福岡・福岡）
- 2012年10月 G2 信越北陸予選 新潟場所（新潟市産業振興センター・新潟）
- 2012年11月 G2 東海予選 名古屋場所（ポートメッセなごや・愛知）
- 2012年11月 G2 中国四国予選 岡山場所（備前長船刀剣博物館・岡山）
- 2012年12月 G2 近畿予選 京都場所（東映太秦映画村・京都）

- 2013年 2月 G1 第2回 全国大会（パシフィコ横浜・神奈川）
- 2013年 4月 任意団体『全日本製造業コマ大戦協会』発足会

- 2014年 1月 G2 南関東ブロック予選 ビジネスアリーナ場所（さいたまスーパーアリーナ・埼玉）
- 2014年 5月 G2 近畿ブロック予選（インテックス大阪・大阪）
- 2014年 7月 G2 西日本ブロック予選（北九州イノベーションギャラリー・福岡）
- 2014年 7月 G2 ボリビア予選・第2回ボリビア場所（コチャバンバ INFOCAL・ボリビア）
- 2014年 8月 G2 ベトナム国ハノイ場所（Vietnam Manufacturing Expo・ベトナム）
- 2014年 9月 G2 中日本ブロック予選北名古屋場所（北名古屋市文化勤労会館・愛知）
- 2014年10月 G2 世界コマ大戦ホーチミン地区予選（サイゴン・ベトナム）
- 2014年10月 G2 東日本ブロック予選 大崎場所（大崎市古川総合体育館・宮城）
- 2014年11月 G2 大韓民国大会（ソウル・韓国）
- 2014年11月 G2 インドネシア予選（ジャカルタ・インドネシア）
- 2014年11月 G2 世界コマ大戦予選 in バンコク（バンコク国際貿易展示場・タイ）

- 2015年 2月 G1 第1回世界コマ大戦（大さん橋ホール・神奈川）
- 2015年11月 全国高校生大会（ポートメッセなごや・愛知）
- 2015年12月 NPO法人全日本製造業コマ大戦協会へ組織変更

- 2016年 9月 G2 東南関東ブロック予選 横濱場所（パシフィコ横浜）
- 2016年10月 G2 東日本ブロック予選 （大崎市古川総合体育館）
- 2016年11月 G2 中日本ブロック予選 北名古屋場所（北名古屋市健康ドーム）
- 2016年11月 G2 西日本ブロック予選 出雲場所（出雲ドーム）
- 2016年11月 G2 近畿ブロック予選 みえリーディング産業展場所（四日市ドーム）

- 2017年 4月 G1 Japan Cup 2017 ～第3回全国大会～（クイーンズスクエア横浜）

　2020年 2月 G1 第2回世界コマ大戦（大さん橋ホール・神奈川）（新型コロナウイルスの影響により延期）

## 主なメディア掲載・受賞
- 2012年 2月 NHK Bizスポ
- 2012年 8月 TBSラジオ 森本毅郎・スタンバイ！
- 2012年 9月 NHK　サキどり！
- 2012年 9月 J:COM 夕なび　湘南～横浜
- 2012年11月 NHK サキどり！
- 2013年 2月 フジテレビ スーパーニュース
- 2013年 2月 NHK サキどり！
- 2013年 9月 日本テレビ　スッキリ！
- 2013年11月 文化放送「福井謙二グッモニ」
- 2014年10月 テレビ朝日 テレメンタリー2014「コマに技あり〜町工場から世界を目指せ〜」
- 2015年 2月 NHK総合 ひるまえほっと
- 2017年 1月 NHKラジオ　深夜便
- 2017年 6月 テレビ朝日マツコ＆有吉 かりそめ天国

- 2013年 2月 総務大臣賞受賞
- 2014年11月 メセナ大賞受賞
- 2016年 6月 JACE イベントアワード受賞
- 2020年 2月 KAIKAアワード2019 受賞

## 書籍
- 『直径２センチの激闘』（2012年、ISBN:978-4-526-07024-2、日刊工業新聞社）

## 歴代理事長
| 代数 | 名前     | 企業名           | 在職期間             | 備考                    |
| ---- | -------- | ---------------- | -------------------- | ----------------------- |
| 初代 | 緑川賢司 | 株式会社ミナロ   | 2015年4月-2017年10月 | 発起人                  |
| 2代  | 濱垣一郎 | 師勝化成株式会社 | 2017年10月-          | 行司名 濱垣スポンジ乃介 |